# Aït Farés
 (novembre 2016).
Si vous disposez d'ouvrages ou d'articles de référence ou si vous connaissez des sites web de qualité traitant du thème abordé ici, merci de compléter l'article en donnant les références utiles à sa vérifiabilité et en les liant à la section « Notes et références ».
 (novembre 2016).
Pour les articles homonymes, voir Farés.
Aït Farés est un village de Kabylie situé dans la commune de Makouda (Wilaya de Tizi Ouzou).

## Histoire
Un cavalier qui a fui sa tribu dans la région de Draa El Mezane est parti à la recherche d’une nouvelle vie dans les montagnes du nord de la Kabylie. Il arrive sur son cheval à Makouda, après avoir passé quelques nuits dans la forêt d’Akmache, une petite forêt située au-dessous de la colline de Mahfoud. Très séduit par les paysages de la région, il se dirige vers le plus connu des Marabouts de l’époque pour lui demander une parcelle de terrain pour s’installer, le Marabout (Sidi Hend Zarrouk) qui habitait une colline dominante de toute la région, lui montre avec son doigt le lieu qui s’appelle Alma Boubka un lieu pas loin de Makouda centre, c'est ce même lieu qui devient par la suite le village Ait farés.
Ait Farés est composé essentiellement de trois tribus qui sont dérivées des trois fils du cavalier, à savoir Ait M’hand, Ait Ali et Afrague Almas, même le placement rectiligne de ces trois tribus au-dessous de la route qui traverse le village rajoute du charme à ces trois groupuscules d’anciennes maisons, un ruisseau qui donne sur une rivière qui délimite le village de l’ouest coupe le village en deux rives, la rive ouest appartient à des ait Ali, la rive Est revient à des ait m’hand. Le positionnement géographique de ces trois tribus explique bien le nom d’Afrague almas car ce dernier se positionne au milieu des deux autres. Almas est protégé par le grand frère M’hand à l’est et par Ali à l’ouest car la tribu d’Afrague almas appartient au plus petit des fils du cavalier cependant il a été suggéré par ce dernier de construire sa propre maison entre les deux frères pour être plus en sécurité et lui donner plus de chaleur familiale et de fraternité et depuis les ait faressiens cultivent l’art de solidarité et de l’union. Cette union et cette solidarité étaient le seul moyen de se protéger contre toutes les contraintes extérieures étrangères au village.
Cent trente ans de colonialisme français, la population d’Ait farés n'a fait qu’honorer l’Algérie par le courage et l’engagement de ses militants politiques, les mousblines et maquisards, un village qui n'a jamais connu de harki ni de traitre avant, pendant et après la révolution, un village qui abrita entre autres le meeting de Messali Hadj pendant le mouvement national en 1945, au lieu-dit Makel et surtout les réunions secrètes de Krim Belkacem avec les commissaires politique de l’époque au lieu-dit Thazqua bouada appartenant à la tribu d’Ait m’hand. Ce village mérite bien une reconnaissance historique révolutionnaire.
Aujourd’hui, la population d’Ait Farés s’élève à 2 000 habitants environ, une croissance démographique qui entraîne avec elle cette culture de solidarité est de l’union transmise d’une génération à l'autre.

## Toponymie
Aït Farés tient son nom de cavalier, en arabe Farés.

## Population
La population du village est d'environ 1 250 habitants[réf. nécessaire]. Presque une centaine d'habitants plus précisément jeunes en émigrés en France, Amérique ou en Canada...)

## Administration
Ath Farés dispose d’une école primaire, d'un comité de village, d'un stade de football, etc.

## Économie
L'économie de la région reste basée essentiellement sur le travail des petites parcelles individuelles et sur l'arboriculture tels qu'oliviers et figuiers. La majorité des gens vivent de petits élevages notamment des bovins ou de petits métiers. D'autres travaillent à la ville de Tizi Ouzou puisqu'elle n'est pas loin.
Durant la colonisation française, la population a énormément souffert de la misère et du chômage, ce qui a poussé les habitants à quitter le village pour d'autres cieux, soit en Algérie (Alger, Tizi-Ouzou, etc.), soit en France.
L’ouverture de la route nationale 72 (RN 72) a permis au village de connaitre son extension et son développement. Sous les poussées démographiques et du développement, de nouvelles habitations se sont construites aux abords de cette route créant le nouveau centre du village, ce qui a favorisé l’émergence d’une certaine activité économique, notamment par l’ouverture de différents commerces (alimentation générale, cafés, kiosques multi services, cybercafés...)